# 農民與工人
《農民與工人》（德語：Bauer und Arbeiter）是由亞塞拜然共產黨（布爾什維克）中央委員會德語部門於1924年7月至11月間短暫發行的一份週刊報紙，主編為A·A·艾福特（A. A. Erfurt）。

## 概要
1924年3月，亞塞拜然共產黨（布爾什維克）中央委員會建立了德語部門，計畫組織一份面向高加索地區德裔殖民者的刊物。不過，這項工作面臨許多困難：具備熟練德語能力的人才匱乏，印刷用的德語哥特体字母還要從亞塞拜然的占贾和喬治亞等地購買。1924年3月至4月間，一份名為《赤色農民》（Rote Bauer）的刊物流通於德裔殖民者間，不過流通量僅約100份，此外該刊內容僅涵蓋農村議題。
1924年7月，《農民與工人》正式創刊，主編為A·A·艾福特（A. A. Erfurt），其編輯委員會還包含其他記者和員工。《農民與工人》是對外高加索社会主义联邦苏维埃共和国德語人口組織思想工作的一大特徵，其內容涵蓋了與亞塞拜然和喬治亞城市及農村德語人口相關的內政、經濟和文化議題，並主要倚靠各地的工人和農民特派員（工人部分，8名在巴庫、3名在喬治亞的第比利斯；農民部分，15名在亞塞拜然農村、7名在喬治亞）提供新聞材料。刊物本身注重家庭和日常問題更甚於政治，且立場持平，因此頗受德裔殖民者歡迎。
發行之初，《農民與工人》的流通量約有2,200份，多數流往巴庫乃至於整個亞塞拜然的德語人口，部分則流往喬治亞及俄羅斯莫斯科的一些機構。之後，《農民與工人》還在提比里斯開設了編輯部，由喬治亞共產黨（布爾什維克）主持。剛開始，由於缺乏印刷設備，《農民與工人》只能藉其他印刷廠發行，且經常出現延誤，阻礙了刊物的成長。A·A·艾福特、P·庫爾菲爾德（P. Kulfeld）、申伯格（Schenberger）等人遂在亞共（布）的支持下設法建立了一家與刊物同名的私人印刷廠，並同時為亞共（布）印刷所需材料。
儘管讀者人數持續成長，《農民與工人》仍在1924年11月5日宣告停刊。